# Dante Alighieri
Dante Alighieri (Firenca 1265. – Ravenna, noć 13./14. rujna 1321.), talijanski pjesnik.
Njegova osobna izjava u djelu «Paradiso» (XXII, 112 – 117) da je rođen kad je sunce bilo u Blizancima, ukazuje na datum rođenja između 18. svibnja i 17. lipnja.

## Životopis
Dante je sin Alighiera di Bellinciona, koji je pripadao drevnoj ali i dekadentnoj gvelfskoj obitelji i njegove prve žene, Belle, koja je bila kćerka Duranta di Scolaia Abatija, koji bio pripadnik gibelinske vlastele. Nekoliko mjeseci po Danteovom rođenju, pobjedom Charlesa od Anjou nad kraljem Manfredom od Beneventa (26. veljače 1266. godine) završava se razdoblje carstva u Italiji, Napulj postaje francuski i osigurava se prevlast gvelfskoj struji u Toskani. Zbog toga Dante odrasta u duhu firentinske demokracije. Drži se da je filozofiju učio kod franjevaca i da mu je učitelj iz retorike bio Brunetto Latini, tajnik Republike i istaknuti pristaša gvelfske stranke, ujedno poznat i kao autor djela Tesoro koje je predstavljalo ukupno enciklopedijsko znanje onoga vremena. 
U službi gradske općine borio se kao konjanički glasnik kod Campaldina (11. lipnja 1289.), kada je gvelfska liga, na čijem je čelu bila Firenca, pobijedila gibeline. U političkom životu grada sudjeluje kao član Vijeća stotine. Već tada je 1294. Dante bio napisao svoje prvo djelo, Novi život,nadahnuto ljubavlju prema Beatrice Portinari, a posvećeno firentinskom pjesniku Cavalcantiju, kojeg i sam Dante naziva svojim prvim prijateljem. 
Početkom 1300. godine, papom je proglašen Bonifacije VIII. Političke prilike u Firenci bile su katastrofalne, jer se vladajuća gvelfska stranka podijelila u dvije struje, poznate kao Bijeli i Crni, gdje su se Bijeli više zalagali za ustav i građanska prava a Crni, uglavnom imućniji i vlastela, davali potporu papi, koji je nastojao zaustaviti demokratske procese u Toskani. Vrhunac sukoba dogodio se 1. svibnja, kada je došlo do krvavog sukoba predstavnika ove dvije struje. Dana 7. svibnja Dante odlazi na diplomatsku službu u San Gimignano. Poslije svog povratka biva izabran za jednog od šest gradskih priora. Kao pristaša Bijelih, Dante s drugim priorima uspostavlja mjere protiv papine dominacije u gradu i kažnjava vođe obje struje te dopušta odbjeglim pristašama Bijelih povratak u Firencu. Kao odgovor na ove mjere, papa šalje francuskog princa Karla III. s trupama u Firencu, koji ulazi u grad 1. studenog i vraća Crne na vlast. Kada su se papine pristaše (Crni) domogli vlasti (1302.),  Dante je osuđen na progonstvo, a presudom od 10. ožujka iste godine zaprijećeno mu je i lomačom, ako se zatekne na teritoriju općine. 
Nekoliko godina prije progonstva, Dante se oženio Gemmom di Manetto Donati, rođakinjom svojeg najžešćeg protivnika Corsa Donatija i imao je četvero djece. Nakon progonstva, nikad više nije vidio svoju ženu. Sinovi Pietro i Jacopo i jedna kćerka Beatrice kasnije su mu se pridružili. Kao izbjeglica živio je u Arezzu, Veroni, Ravenni, a neko vrijeme, čini se, i u Parizu. Obijajući tuđe pragove i kušajući gorki okus tuđeg kruha, Dante nije gubio nadu da će se jednog dana vratiti u rodni grad. Materijalna nesigurnost i teške životne prilike prisiljavale su ga da traži utjecajne zaštitnike pokušavajući privući njihovu pozornost protiv pape, a sa smrću cara Henrika VII. izgubio je sve izglede da bi neka vanjska intervencija mogla izmijeniti političko stanje u Firenci. Razočaran je 1315. odbio prihvatiti ponižavajuće uvjete povratka, i sve se više udaljavao od ranijih pristaša i istomišljenika, postajući sve više "svoja vlastita stranka".  
Od 1317. nastanio se trajno u Ravenni gdje je, kako se misli, predavao retoriku. Godinu dana pred smrt održava u Veroni na latinskom predavanje Rasprava o vodi i zemlji. 
Putujući u Veneciju 1321. razbolio se i po povratku u Ravennu umro. Firenca, koja ga je doživotno prognala i osudila na lomaču, pedesetak godina nakon pjesnikove smrti poziva drugog velikog pisca (Boccaccia) da drži javna predavanja o značenju Danteove Božanstvene komedije koja se ispočetka nazivala samo Commedia da bi ju sam Boccaccio kasnije nazvao božanstvenom. Ovo remek-djelo zapadne civilizacije i kulture prvi je put tiskano pod nazivom La Divina Commedia 1555. godine.

## Stvaralaštvo

### Novi život
Prvo Danteovo pjesničko djelo Novi život (tal. Vita nuova) (pisano 1292. – 1293.) nadahnuto je ljubavlju prema Beatrice Portinari koju je upoznao u najranijoj mladosti i koja je odigrala presudnu ulogu u njegovu životu i stvaralaštvu. Po idealiziranoj koncepciji ljubavi, u duhu firentinske pjesničke škole dolce stil novo, (dražesni ili ljupki ili milozvučni novi stil) Beatrice je uzdignuta do nadzemaljskog simbola – blažen je onaj koji može posvjedočiti o njezinoj ljepoti, "Beato, o anima bella, chi te vede") ona postaje i mistični vođa ljudske duše prema Bogu. Djelo Novi život obuhvaća rane Danteove stihove koji su povezani duljim proznim odlomcima i komentarima. Po svojoj moralno-filozofskoj koncepciji i originalnoj konstrukciji, obilju alegorija i mladenačkoj svježini to je bio "prvi jaki akord" koji nagovještava autora Božanstvene komedije.

### Gozba
Filozofsko djelo Gozba (tal. Convivio), pisano u izgnanstvu, bilo je zamišljeno kao cjelina od 14 kancona i 15 traktata. Djelo nije dovršeno, ali i ovako fragmentarno daje uvid u Danteove etičke i političke preokupacije. U prvobitnoj zamisli enciklopedijski pregled dotadašnje znanosti i filozofski komentar kanconama nadahnutim "ljubavlju i vrlinom" Gozba je zapravo pohvala narodnom jeziku (novo svjetlo: novo sunce) i gradu Rimu, po Danteu Božjom providnošću određenom središtu izabranog naroda.

### O umijeću govorenja na pučkom jeziku
O potrebi da se u raznolikostima 14 talijanskih narječja pronađe ono što je zajedničko, takav lingvistički tip koji bi harmonizirao sve ono što je dotad bilo regionalno, da jedinstven narodni jezik postupno ali neizbježno dođe na mjesto latinskog, izjasnio se u latinskom spisu O umijeću govorenja na pučkom jeziku (lat. De vulgari eloquentia).

### Monarhija
U latinskom traktatu Monarhija (lat. De Monarchia) Dante se zalaže za monarhistički oblik političkog uređenja, ističući uzajamnu neovisnost i ravnopravnost Carstva i Crkve. 

### Božanstvena komedija
Ma kako bilo zanimljivo Danteovo stvaralaštvo prije Božanstvene komedije, ono je samo nagovještaj Danteova pjesničkog genija. Djelo koje je za Danteove komentare bilo "vječna glazba", "široka rijeka u koju se ulijevaju mnogi pritoci", "sustav moralnih istina" i "glas nakon deset stoljeća šutnje" zamišljeno je nakon Beatricine smrti, započeto 1307. (neki drže i 1313.), a dovršeno iste godine kada Dante umire (1321.). Djelo se sastoji od tri dijela Pakao, Čistilište i Raj (tal. Inferno, Purgatorio, Paradiso) i obuhvaća stotinu pjevanja u rimovanim jedanaesteračkim tercinama. U alegorijskoj formi srednjovjekovne vizije nadgrobnog života dana je monumentalna slika jedne epohe s njenim socijalnim, političkim i moralnim težnjama. Iako je slijedio načela skolastičke, formalističke poetike, Dante je uspio stvoriti pjesnički svijet koji po snažnim slikama i dubokim snažnim osjećajima sadrži povijest pjesnikova ispaštanja i savršenstva. Iskreno tendenciozan, Dante razotkriva ljudske strasti i poroke vremena, ne štedeći ni crkvu ni njezine predstavnike. Dao je nepreglednu galeriju mitoloških i historijskih ličnosti, no najživlji su likovi pjesnikovih suvremenika. Unoseći u djelo iskustvo svoga burnog života, ogorčen na sugrađane koji su ga prognali, na grad koji lako mijenja zakone i principe, Firentinac i sam "rodom ali ne po običajima", Dante je usprkos dogmatskim uvjerenjima pokazao široko razumijevanje za ljudsku slabost i veličinu. U poetskoj viziji Komedije savladana je prolaznost vremena, ostvareno jedinstvo Zemlje i nadgrobnog svijeta. Razmještajući grješnike prema prirodi i težini njihova grijeha, nije dao samo upečatljive slike paklenskih muka već i svu dubinu ljudskog očajanja, osjećaj promašenosti i ništavila, pakao kao žalosnu dolinu, loco selvaggio, pravi ponor i prazninu u svemiru. U pratnji rimskog pjesnika Vergilija Dante sagledava misteriju boli, govori o varljivosti zemaljske slave, žigoše svoje političke protivnike i s izvanrednom sugestivnošću iznosi tragiku, prkos, strast, fantastiku. Gledajući u čistilištu put iskupljenika, oslobođenje čovjeka od materijalnih zavisnosti i mogućnost njegova usavršavanja, pjesnik otkriva Raj kao harmoniju, jedinstvo čovjeka i kozmosa, misterij one ljubavi koja "pokreće sunce i ostale zvijezde".

## Značaj Danteova djela
Pisac i političar koji ljudsko djelovanje sagledava u sklopu nepromjenjivih etičkih zakona, Dante je izrazio i vrijeme u kojemu je živio i trajne ljudske dileme između dužnosti i osjećaja, misaonosti i akcije. Izvršio je dalekosežan utjecaj na europsku literaturu, a u djelima Marulića, Prešerna i mnogih drugih se osjeća neprekidna Danteova prisutnost.

## Ljupki novi stil (il dolce stil nuovo)
Dante je dao završni oblik važnom smjeru ljubavne poezije, ljupkog novog stila ili milozvučnog novog stila (tal. il dolce stil nuovo), koji se razvio na području Toskane, a predstavnici su mu osim Dantea dva Guida: Guido Guinizelli i Guido Calvacanti. Ta je škola na stanovit način nagovještaj učene poezije, tj. pretpostavlja poznavanje predmeta o kojem se piše, viteške ljubavi, te zahtijeva njegovanost oblika i jezičnu pravilnost, a zapravo je neizravno ustanovila i talijanski književni jezik prihvatom toskanskog narječja kao norme. Način pisanja ljubavne lirike, galantna poetika, u Danteovu tumačenju važna je karika u povijesti europske poezije isto toliko kao i poimanje ljubavi u duhovnome, spiritualnom smislu na putanji od provansalskih trubadura, sicilijanskih pjesnika do petrarkista.

## Djela
- Novi život (tal. Vita Nuova) (1292. – 1293.)
- O umijeću govorenja na pučkom jeziku (lat. De vulgari eloquentia) (1303. – 1305.)
- Gozba (tal. Convivio) (1304. – 1307.)
- Monarhija (lat. De Monarchia) (1312. – 1313.)
- O položaju i obliku vode i zemlje (lat. Quaestio de aqua et terra) (1320.)
- Božanstvena komedija (La Divina Commedia) (1304. – 1321.)
- Rime (tal. Le Rime)